# حماسه هژبرسلطان
منظومه هُژَبر سلطان (مازندرانی: هوجبرنومه یا هوجبر سلطون) روایتی شعرگونه به زبان مازندرانی برگرفته از حادثه‌ای تاریخی است که در شمال ایران رخ داده‌است.
مضمون این منظومه مربوط می‌شود به دو رویداد تاریخی نبردهای سوادکوه (۱۲۹۸ و ۱۳۰۰هـ. ش) و ستیز انجمن ملی طبرستان (امیرمؤید سوادکوهی و فرزندانش) با نظامیان تحت فرمان رضاشاه.
این منظومه گزارش تاریخی صرف نیست؛ مردم آنگونه که پسندشان بوده از این واقعیت تاریخی سودجسته و در مناطق مختلف طبرستان، مطابق شرایط خاص، آن را بازسازی کرده‌اند.

## علت مخالفت امیرموید
ماجرا از آنجا آغاز شد که وثوق‌الدوله (نخست وزیر وقت) دستور به جمع‌آوری اسلحه از دست افراد غیرنظامی و غیردولتی داد. ظهیرالملک (حاکم ایالت مازندران) نیز برای اجرای آن تصمیم به گرفتن سلاح‌های قشون امیرموید افتاد. ولی در این هنگام امیرموید و پسرانش (از جمله هژبرسلطان) از دادن سلاحشان خودداری کردند و پس از قرارداد ۱۹۱۹ با آن اعلام مخالفت کردند.

## منظومه

### ویژگی‌ها
منظومه هژبرسلطان در تقسیم‌بندی سروده‌ها در رده منظومه‌های حماسی است. سرایندگان این منظومه آنگونه که خواسته‌اند این منظومه را بازسازی کردند و مطابق آرمان‌ها و خواسته‌هایشان با دستمایه قراردادن رویدادها به سرودن پرداخته‌اند. این منظومه مانند دیگر منظومه‌های حماسی، انعکاسی از آمال جامعه  و مردمی است که در دست یافتن به آرمان‌هاشان ناکام و دچار مشکلند.
البته بعضی از مؤلفان در حماسی بودن این منظومه به دیدهٔ شک نگاه کرده‌اند. چنانچه کیوان پهلوان نقدی بر حماسی قلمداد کردن این منظومه نوشته‌است. ولی بیشتر نویسندگان، زبان‌شناسان از این منظومه به عنوان یک منظومه حماسی یادکرده‌اند.

### داستان حماسه
آغاز این حماسه با یک نوع خودآگاهی از حوادث مصیبت‌باری همراه است که روی خواهد داد. آن خبر ناگوار اسائهٔ ادب به ساحت پهلوانی و جوانمردی است.
هژبرسلطان «قهرمان منظومه» برای ادب کردن دشمنی که قصد جسارت دارد، بر می‌آشوبد، با یک برنامه ساده و بدون هیچگونه مقاومتی از سوی دشمن، حریف قدرتمند را به بند می‌کشد.
امیرموید نیز به سان همهٔ پیران در حماسه‌ها، راهنما و راهگشای فرزند و به‌واقع نوعی تکیه‌گاه اصلی و مهم برای قهرمان داستان است. او با حس قوی خود (در داستان این حس قوی با نوعی پیشگویی با استفاده از رمل صورت می‌گیرد) درمیابد که باید نبرد سهمگینی را تدارک دید و این موضوع را به پسران گوشزد می‌کند. مدتی نگذشت که جنگ و گریز به راه می‌افتد.
این نبرد، که در واقعیت تاریخی خود طی دو دوره رخ داد، در منظومه به صورت یک نبرد فشرده و سخت روی‌می‌نماید.
فرزندان امیرموید به کوهستان پناه می‌برند(این کار برای خاندان امیرموید رسمی نانوشته بود) و پس از طی مسافتی طولانی به نزد ایلات ترکمن در ترکمن‌صحرا می‌گریزند. در اینجا نبرد متوقف می‌شود و پدر و فرزند ارشدش به گروگان گرفته می‌شوند.
هژبر و سیف‌الله خان به اجبار به خدمت نظام درمی‌آیند. دشمن در اینجا شروع به اختلاف‌سازی بین دو برادر می‌کند و به سیف‌الله خان مقام و پست می‌دهد اما هژبر هنوز مجبور است که مانند دیگر سربازان نظام را ادامه دهد. برادر بزرگتر (سیف‌الله خان) با گرفتن پست به دشمنان اعتماد می‌کند ولی هژبر می‌کوشد تا برادر را از میزمذاکره دور کند و نیرنگ‌های دشمنان را بر آب سازد. در اینجا همسر سیف‌الله خان و خود وی هژبر را به مذاکره تشویق می‌کنند. هژبر نیز به احترام برادربزرگش به مجلسی که دشمنان تدارک دیده‌اند می‌رود. اما هر دو برادر را دستگیر می‌کنند و دستهایشان را می‌بندند. هژبر در اینجا مانند قهرمانان اساطیری ریسمان را با زور بازویش پاره می‌کند بنابراین دستهایش را با سیم تلفن می‌بندند.
در اینجا یاران هژبر به کمکش می‌شتابند اما اثری ندارد و هژبر در میانهٔ راه تهران کشته می‌شود. در پس این کار مردم عزادار می‌شوند و نام و یاد هژبر دهان به دهان به نسلهای بعدی می‌رسد تا آنکه تو (خواننده) این اشعار را می‌شنود.

### وزن و قافیه
منظومه حماسی هژبرسلطان قالبی مخصوص خود دارد و هر مصرع آن حکم بیت را دارد. از همین رو هم‌قافیه بودن تمام مصرع‌ها همانندی آن را از مثنوی دور می‌کند. تکرار یک مصرع آن را با ترجیع‌بند مشابه می‌سازد، اما مصرع یا بیت ترجیع‌بند مشخص آورده نمی‌شود. ولی این ویژگی در منظومه هژبرسلطان واقف نیست.
سرایندگان این منظومه از عوام بوده‌اند و بنابراین فقط با ذوق و استعداد خدادادیشان این اشعار را سروده‌اند و به وزن و قافیه توجهی نداشته‌اند.
این منظومه مانند بسیاری از اشعار سروده‌شده در پیش از اسلام یا اشعار گیلکی با موسیقی خوانده می‌شود و لحن خاصی در خواندن آن وجود دارد. و فقط زمانی که با آهنگ مخصوص خود خوانده شود موزون است و به صورت مجرد وزنی ندارد.

## چهره هژبرسلطان در باورهای مردمی
شخصیت هژبر (اسدالله خان باوند) در نظر مردم شخصی محبوب، دوست‌داشتنی، مؤمن به حق، دلسوز، حامی مظلومان، شجاع، ماهر در تیراندازی و... است. به گونه‌ای که در یک شب از سرخ‌آباد تا شیرگاه تمام نگهبانان و سربازان دولتی را تار و مار می‌کند. با این همه توانمندی نسبت به مردم خوش‌رفتار و خوش‌برخورد است. پنجه‌های دستانش کوتاه‌است  اما چنان هنرمند است که چاشنی گلوله‌ای را بر روی سوزنی روی کلاه، به گلوله می‌بست  یا در حال تاخت، بر روی اسب، تیر را بر هدف می‌زد، در حال سوار، سم اسب در حال تاخت را نشانه می‌گرفت یا سکه را در هوا با گلوله می‌شکافت.
آنچنان با هیبت است که در کنار رود می‌ایستد تا اسب رفع تشنگی کند اما اسب آب نمی‌نوشد؛ هژبر فریاد می‌کشد: مگر هژبر را در آب می‌بینی و آب نمی‌خوری؟ ناگهان درمیابد که خود بر مرکب سوار است و عکسش در آب پیداست